# Шолпанкудук
Шолпанкуду́к (каз. Шолпанқұдық) — село у складі Жетисайського району Туркестанської області Казахстану. Входить до складу Макталинського сільського округу.
У радянські часи село було частиною села Отділення № 4 совхоза Махтали, до 2001 року — Жанадала.
Населення — 319 осіб (2021; 321 у 2009, 251 у 1999, 204 у 1989).